# Santa Maria Poggio
Santa Maria Poggio (in francese Santa-Maria-Poggio, in corso U Poghju di Moriani) è un comune francese di 641 abitanti situato nel dipartimento dell'Alta Corsica nella regione della Corsica.

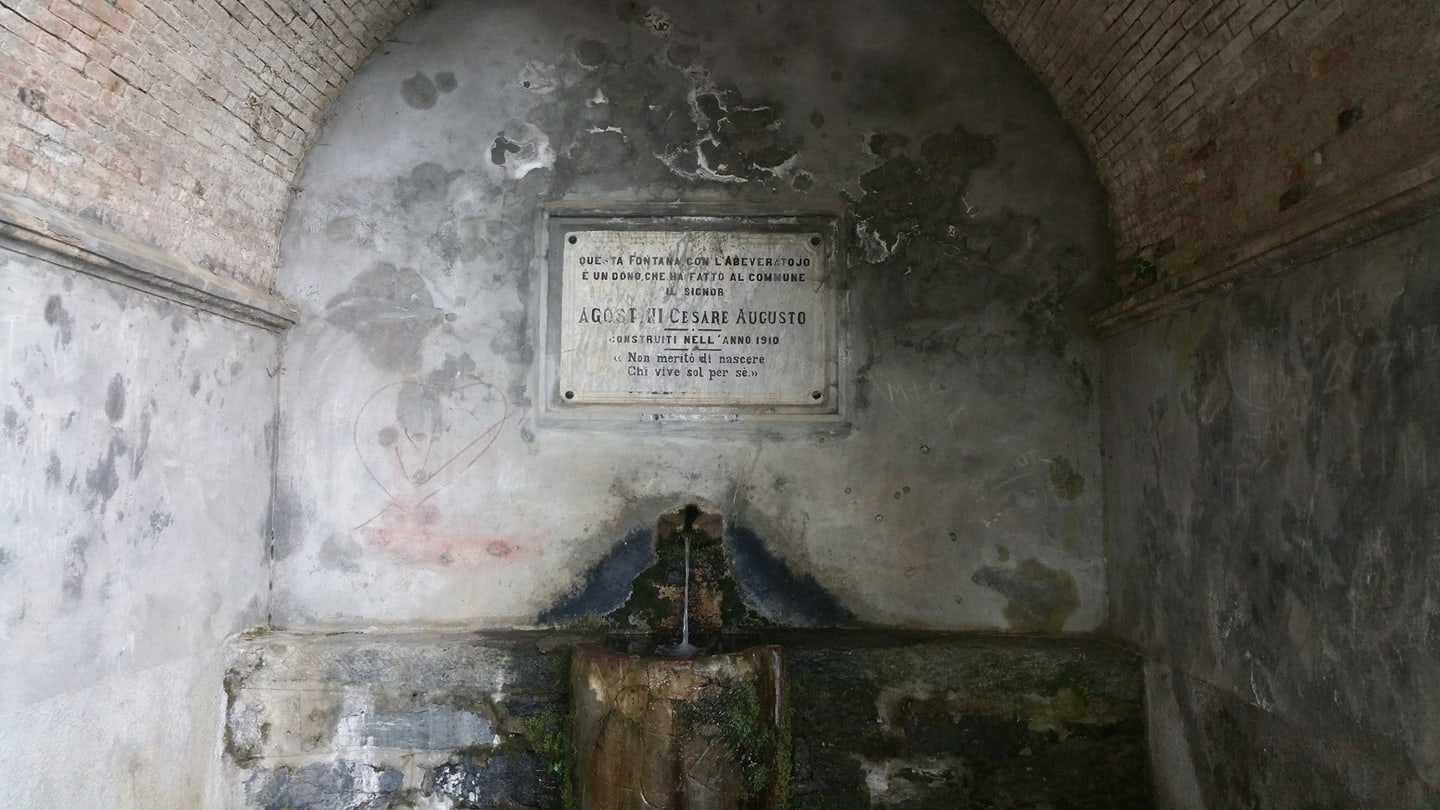
L'abbeveratoio di Santa Maria Poggio risalente al 1910 con la scritta in italiano.

## Società

### Evoluzione demografica
Abitanti censiti

## Amministrazione

### Gemellaggi
- Beendorf, dal 2003